# Elena Bondartchouk
Pour les articles homonymes, voir Bondartchouk.
Elena Sergueïevna Bondartchouk (russe : Еле́на Серге́евна Бондарчу́к ; 31 juillet 1962 - 7 novembre 2009) est une actrice de théâtre et de cinéma soviétique et russe.

## Biographie
Elena Bondartchouk est l'un des trois enfants nés des acteurs Sergueï Bondartchouk (1920–1994) et Irina Skobtseva (1927-2020). Sa demi-sœur est l'actrice Natalia Bondartchouk et son jeune frère est l'acteur Fiodor Bondartchouk (né en 1967). Elle a eu un fils de son mariage avec Vitaly Kryukov ; ce mariage s'est soldé par un divorce.
Diplômée de l'École-studio du Théâtre d'Art académique de Moscou (classe d'Evgueni Evstigneev), elle travaille au Théâtre Pouchkine, puis au Théâtre Mossovet.
Sa carrière à l'écran commence en 1982, sous la direction de Natalia Bondartchouk, dans le film pour enfants Arc-en-ciel vivant adapté de la nouvelle de Nikolay Nossov Une famille joyeuse (1949). L'année suivante, elle joue dans Un drame à Paris adapté de la nouvelle de Robert Twohy Passeport pour la liberté par Nikolaï Machtchenko au Studio Dovjenko.
En 1984, elle apparait dans Le Temps et les Conway, l'adaptation de la pièce éponyme de John Boynton Priestley réalisée par Vladimir Bassov. En tout, elle jouera dans une vingtaine de productions. Son dernier rôle est chez Sergueï Soloviov, dans le mélodrame Les Camarades de classe dont le scénario est écrit par une élève de Soloviov Sofia Karpounina. 
Depuis 1998, elle est l'une des actrices principales du Théâtre d'art Gorki de Moscou.
En 2003, elle vient travailler au théâtre privé Empire d'étoiles.
Décédée d'un cancer du sein le 7 novembre 2009, à l'âge de 47 ans, l'actrice est inhumée au cimetière de Novodievitchi.

## Filmographie
- 1982 : Arc-en-ciel vivant (Zhivaya raduga) de Natalia Bondartchouk : mère de Micha
- 1983 : Un drame à Paris (Parizhskaya drama) de Nikolaï Machtchenko : Alix
- 1984 : Le Temps et les Conway (Vremya i semya Konvey) de Vladimir Bassov : Magee
- 1984 : Viens libre (Prikhodi svobodnym) de Youri Mastiouguine : Elena
- 1984 : L'Enlèvement (Pokhishchenie) de Vitali Tarassenko : mère
- 1986 : Boris Godounov (Борис Годунов) de Sergueï Bondartchouk : princesse Ksenia
- 1986 : Un carrousel sur la place du marché (Karusel na bazarnoy ploshchadi) de Nikolaï Stamboula : Zinaïda
- 2003 : Les Ailes d'ambre (Yantarnye krylia) d'Andreï Razenkov : Elena (TV)
- 2003 : Pauvre Nastia (Bednaïa Nastia) de Piotr Steïn : Charlotte de Prusse (série TV)
- 2006 : Le Don paisible (Тихий Дон) de Sergueï Bondartchouk : Natalia Melekhova (Korchounova) (série TV)
- 2007 : Je reste (Ya Ostaïus) de Karen Oganesyan :  Anna
- 2010 : Les Camarades de classe (Odnoklassniki) de Sergueï Soloviov : mère de Fedia